# Epizeuxis phaealis
Epizeuxis phaealis là một loài bướm đêm trong họ Noctuidae.